# Giovanni Cassini
Giovanni Domenico Cassini, znany też jako Jean-Dominique Cassini (ur. 8 czerwca 1625 w Perinaldo, zm. 14 września 1712 w Paryżu) – włosko-francuski astronom i matematyk.
Jego wnukiem był César François Cassini de Thury, a prawnukiem Jean Dominique Cassini.

## Życiorys
W latach 1648–1669 pracował w obserwatorium w Panzano. Na Uniwersytecie Bolońskim był profesorem astronomii. Po przeniesieniu się do Francji założył Obserwatorium Paryskie i został jego dyrektorem. Naturalizowany w 1673, do tego czasu był obywatelem Republiki Genui.
Cassini zajmował się obserwacją i badaniami Układu Słonecznego. Między innymi odkrył cztery księżyce Saturna (Reę, Tetydę, Japeta i Dione). Badał pierścienie Saturna i zaobserwował szereg pustych przerw, największa od jego nazwiska została nazwana przerwą Cassiniego. W roku 1672 wyznaczył dokładnie odległość między Ziemią a Marsem, co pozwoliło po raz pierwszy określić prawdziwe rozmiary Układu Słonecznego. Wprowadził krzywą owal Cassiniego oraz zdefiniował prawa Cassiniego. Pod koniec życia stracił wzrok.
W 1672 został członkiem Royal Society.
Na jego cześć jedną z planetoid nazwano (24101) Cassini, a jego nazwisko występuje też w nazwie misji Cassini-Huygens.